# スプリウス・フリウス・メドゥッリヌス・フスス (紀元前481年の執政官)
スプリウス・フリウス・メドゥッリヌス・フスス（ラテン語: Spurius Furius Medullinus Fususs）は共和政ローマ初期の政治家・軍人。紀元前481年に執政官（コンスル）を務めた。

## 出自
フススはパトリキ（貴族）であるフリウス氏族のうちのフリウス・フスス家の出身である。ティトゥス・リウィウスはフススというコグノーメン（第三名、家族名）を使用しているみだが、ハリカルナッソスのディオニュシオスとシケリアのディオドロスはメドゥッリヌス・フススとしており、カピトリヌスのファスティも同じである。その後もフスス家の多くがメドゥッリヌス・フススを名乗っている。。

## 経歴
フススは紀元前481年にカエソ・ファビウス・ウィブラヌスと共に執政官に就任した。リウィウスによれば、フススはアエクイとの戦いを指揮し、ウィブラヌスはウェイイと戦ったとする。但し、アエクイとの戦いに特筆すべきことは起こらなかった。

## 参考資料
- ティトゥス・リウィウス『ローマ建国史』
- ハリカルナッソスのディオニュシオス『ローマ古代誌』
- シケリアのディオドロス『歴史叢書』
- T. Robert S. Broughton, The Magistrates of the Roman Republic, American Philological Association (1952).